# Fußball-Club Bayern München 2015-2016
Questa pagina raccoglie i dati riguardanti il Fußball-Club Bayern München nelle competizioni ufficiali della stagione 2015-2016.

## Stagione
Per la 51ª stagione consecutiva il club bavarese partecipa alla massima divisione tedesca di calcio, di cui detiene il titolo da tre stagioni. Oltre al campionato disputa la supercoppa nazionale nella prima partita ufficiale stagionale, la DFB-Pokal e la UEFA Champions League 2015-2016. L'allenatore, confermato, è Josep Guardiola. La prima partita di campionato è in casa contro l'Amburgo. Nella decima giornata, dopo dieci vittorie consecutive, il Bayern Monaco conquista la millesima vittoria in Bundesliga, vincendo 4-0 in casa contro il Colonia e stabilendo così un nuovo record nella massima competizione tedesca.

## Maglie e sponsor
| Casa |  | Trasferta |  | Terza divisa |  | Divisa portiere |  | Divisa portiere |  | Divisa portiere |  | Divisa portiere |

## Rosa
Rosa aggiornata al 23 gennaio 2016.

## Calciomercato

### Sessione estiva(dall'1º/7 al 31/8)
| Acquisti | Acquisti              | Acquisti   | Acquisti                                           |
| R.       | Nome                  | da         | Modalità                                           |
| -------- | --------------------- | ---------- | -------------------------------------------------- |
| P        | Sven Ulreich          | Stoccarda  | definitivo (3,5 mln €)                             |
| D        | Jan Kirchhoff         | Schalke 04 | fine prestito                                      |
| C        | Douglas Costa         | Šachtar    | definitivo (30 mln €)                              |
| C        | Pierre-Emile Højbjerg | Augusta    | fine prestito                                      |
| C        | Joshua Kimmich        | Stoccarda  | definitivo (8,5 mln €)                             |
| C        | Arturo Vidal          | Juventus   | definitivo (37 mln €)                              |
| A        | Kingsley Coman        | Juventus   | prestito oneroso (7 mln €) con diritto di riscatto |
| A        | Julian Green          | Amburgo    | fine prestito                                      |

| Cessioni | Cessioni               | Cessioni       | Cessioni                 |
| R.       | Nome                   | a              | Modalità                 |
| -------- | ---------------------- | -------------- | ------------------------ |
| P        | José Manuel Reina      | Napoli         | definitivo (2 mln €)     |
| D        | Dante                  | Wolfsburg      | definitivo (4,5 mln €)   |
| C        | Pierre-Emile Højbjerg  | Schalke 04     | prestito oneroso (1 mln) |
| C        | Bastian Schweinsteiger | Manchester Utd | definitivo (18 mln €)    |
| C        | Mitchell Weiser        | Hertha Berlino | parametro zero           |
| A        | Claudio Pizarro        | Werder Brema   | svincolato               |

### Sessione invernale(dal 4/1 all'1º/2)
| Acquisti | Acquisti     | Acquisti      | Acquisti                    |
| R.       | Nome         | da            | Modalità                    |
| -------- | ------------ | ------------- | --------------------------- |
| D        | Serdar Taşçı | Spartak Mosca | prestito oneroso(2,5 mln €) |

| Cessioni | Cessioni         | Cessioni       | Cessioni               |
| R.       | Nome             | a              | Modalità               |
| -------- | ---------------- | -------------- | ---------------------- |
| D        | Jan Kirchhoff    | Sunderland     | definitivo (1 mln €)   |
| C        | Gianluca Gaudino | San Gallo      | prestito (18 mesi)     |
| A        | Sinan Kurt       | Hertha Berlino | definitivo (0,5 mln €) |

## Risultati

### Bundesliga

#### Girone di andata
| Arbitro: | Dankert |

|                                                       |           |  |
| Benatia 27’ Lewandowski 57’ Müller 69’, 73’ Costa 87’ | Marcatori |  |

| Arbitro: | Stieler |

|            |           |                            |
| Volland 1’ | Marcatori | 41’ Müller 90’ Lewandowski |

| Arbitro: | Meyer |

|                                          |           |  |
| Müller 26’, 60’ (rig.) Robben 71’ (rig.) | Marcatori |  |

| Arbitro: | Kircher |

|                                   |           |             |
| Lewandowski 77’ Müller 90’ (rig.) | Marcatori | 43’ Esswein |

| Arbitro: | Zwayer |

|  |           |                              |
|  | Marcatori | 20’ Vidal 62’ Coman 63’ Rode |

| Arbitro: | Stieler |

|                                     |           |               |
| Lewandowski 51’, 52’, 55’, 57’, 60’ | Marcatori | 20’ Caligiuri |

| Arbitro: | Dankert |

|  |           |                                |
|  | Marcatori | 51’, 63’ Lewandowski 68’ Coman |

| Arbitro: | Fritz |

|                                                |           |                |
| Müller 26’, 35’ Lewandowski 46’, 58’ Götze 66’ | Marcatori | 36’ Aubameyang |

| Arbitro: | Dingert |

|  |           |            |
|  | Marcatori | 23’ Müller |

| Arbitro: | Meyer |

|                                                 |           |  |
| Robben 35’ Vidal 40’ Lewandowski 62’ Müller 77’ | Marcatori |  |

| Francoforte sul Meno 1 novembre 2015, ore 20:30 CET 11ª giornata | Eintracht Francoforte | 0 – 0 referto | Bayern Monaco | Commerzbank-Arena (51 500 spett.)\| Arbitro: \| Siebert \| |
| Arbitro:                                                         | Siebert               |               |               |                                                            |

| Arbitro: | Dankert |

|                                                 |           |  |
| Robben 10’ Costa 18’ Lewandowski 37’ Müller 40’ | Marcatori |  |

| Arbitro: | Stieler |

|           |           |                                  |
| Meyer 17’ | Marcatori | 9’ Alaba 69’ Martínez 92’ Müller |

| Arbitro: | Drees |

|                      |           |  |
| Müller 34’ Coman 41’ | Marcatori |  |

| Arbitro: | Zwayer |

|                                  |           |            |
| Wendt 54’ Stindl 66’ Johnson 68’ | Marcatori | 81’ Ribéry |

| Arbitro: | Weiner |

|                          |           |  |
| Lewandowski 65’ Lahm 75’ | Marcatori |  |

| Arbitro: | Grafe |

|  |           |                   |
|  | Marcatori | 40’ (rig.) Müller |

#### Girone di ritorno
| Arbitro: | Zwayer |

|                   |           |                      |
| Alonso 53’ (aut.) | Marcatori | 37’, 61’ Lewandowski |

| Arbitro: | Drees |

|                      |           |  |
| Lewandowski 32’, 64’ | Marcatori |  |

| Leverkusen 6 febbraio 2016, ore 18:30 CET 20ª giornata | Bayer Leverkusen | 0 – 0 referto | Bayern Monaco | BayArena (30 210 spett.)\| Arbitro: \| Kircher \| |
| Arbitro:                                               | Kircher          |               |               |                                                   |

| Arbitro: | Meyer |

|               |           |                                 |
| Bobadilla 86’ | Marcatori | 15’, 62’ Lewandowski 78’ Müller |

| Arbitro: | Weiner |

|                                 |           |            |
| Müller 49’, 71’ Lewandowski 84’ | Marcatori | 26’ Wagner |

| Arbitro: | Grafe |

|  |           |                           |
|  | Marcatori | 66’ Coman 74’ Lewandowski |

| Arbitro: | Stegemann |

|            |           |                          |
| Robben 64’ | Marcatori | 26’ Samperio 86’ Córdoba |

| Dortmund 5 marzo 2016, ore 18:30 CET 25ª giornata | Borussia Dortmund | 0 – 0 referto | Bayern Monaco | Signal Iduna Park (81 359 spett.)\| Arbitro: \| Stieler \| |
| Arbitro:                                          | Stieler           |               |               |                                                            |

| Arbitro: | Winkmann |

|                                                   |           |  |
| Alcántara 9’, 90’ Müller 31’, 65’ Lewandowski 86’ | Marcatori |  |

| Arbitro: | Welz |

|  |           |                 |
|  | Marcatori | 10’ Lewandowski |

| Arbitro: | Meyer |

|            |           |  |
| Ribéry 20’ | Marcatori |  |

| Arbitro: | Dankert |

|            |           |                                            |
| Didavi 63’ | Marcatori | 31’ (aut.) Niedermeier 52’ Alaba 89’ Costa |

| Arbitro: | Welz |

|                                |           |  |
| Lewandowski 54’, 65’ Vidal 73’ | Marcatori |  |

| Arbitro: | Fritz |

|  |           |                     |
|  | Marcatori | 48’ Vidal 79’ Costa |

| Arbitro: | Siebert |

|           |           |          |
| Müller 6’ | Marcatori | 72’ Hahn |

| Arbitro: | Meyer |

|                     |           |                             |
| Hartmann 42’ (rig.) | Marcatori | 15’ (rig.), 32’ Lewandowski |

| Arbitro: | Kircher |

|                                |           |             |
| Lewandowski 12’ Götze 28’, 54’ | Marcatori | 66’ Sobiech |

### Coppa di Germania
| Arbitro: | Kampka |

|                  |           |                                           |
| Hecht-Zirpel 16’ | Marcatori | 5’ (rig.) Vidal 17’ Götze 26’ Lewandowski |

| Arbitro: | Kircher |

|              |           |                           |
| Schürrle 90’ | Marcatori | 15’ Costa 20’, 34’ Müller |

| Arbitro: | Siebert |

|            |           |  |
| Alonso 40’ | Marcatori |  |

| Arbitro: | Dankert |

|  |           |                                    |
|  | Marcatori | 39’, 90’ Lewandowski 61’ Alcántara |

| Arbitro: | Stieler |

|                        |           |  |
| Müller 30’, 71’ (rig.) | Marcatori |  |

| Arbitro: | Fritz |

|                                        |                      |                                                |
| Vidal Lewandowski Kimmich Müller Costa | Tiri di rigore 4 – 3 | Kagawa Bender Papastathopoulos Aubameyang Reus |

### UEFA Champions League

#### Fase a gironi
| Arbitro: | Velasco Carballo |

|  |           |                                    |
|  | Marcatori | 52’, 90+2’ (rig.) Müller 89’ Götze |

| Arbitro: | Kul'bakou |

|                                               |           |  |
| Costa 13’ Lewandowski 21’, 28’, 55’ Götze 25’ | Marcatori |  |

| Arbitro: | Cakir |

|                       |           |  |
| Giroud 77’ Özil 90+4’ | Marcatori |  |

| Arbitro: | Rocchi |

|                                                      |           |            |
| Lewandowski 10’ Müller 29’, 89’ Alaba 44’ Robben 55’ | Marcatori | 69’ Giroud |

| Arbitro: | Eriksson |

|                                               |           |  |
| Costa 8’ Lewandowski 16’ Müller 20’ Coman 70’ | Marcatori |  |

| Arbitro: | Strombergsson |

|  |           |                      |
|  | Marcatori | 61’, 64’ Lewandowski |

| Arbitro: | Atkinson |

|                        |           |                       |
| Dybala 63’ Sturaro 76’ | Marcatori | 43’ Müller 55’ Robben |

| Arbitro: | Eriksson |

|                                                        |           |                       |
| Lewandowski 76’ Müller 90+1’ Alcántara 108’ Coman 110’ | Marcatori | 5’ Pogba 28’ Cuadrado |

| Arbitro: | Marciniak |

|          |           |  |
| Vidal 2’ | Marcatori |  |

| Arbitro: | Kuipers |

|                         |           |                      |
| Jiménez 27’ Talisca 76’ | Marcatori | 38’ Vidal 52’ Müller |

| Arbitro: | Clattenburg |

|                 |           |  |
| Saúl Ñíguez 11’ | Marcatori |  |

| Arbitro: | Cakir |

|                            |           |               |
| Alonso 31’ Lewandowski 74’ | Marcatori | 54’ Griezmann |

### Supercoppa di Germania
| Arbitro: | Fritz (Amburgo) |

|                                             |                      |                                |
| Bendtner 89’                                | Marcatori            | 49’ Robben                     |
| Rodríguez De Bruyne Schürrle Kruse Bendtner | Tiri di rigore 5 – 4 | Vidal Alonso Robben Lahm Costa |

## Statistiche

### Statistiche di squadra
Statistiche aggiornate al 21 maggio 2016
| Competizione           | Punti | In casa | In casa | In casa | In casa | In casa | In casa | In trasferta | In trasferta | In trasferta | In trasferta | In trasferta | In trasferta | Totale | Totale | Totale | Totale | Totale | Totale | DR  |
| Competizione           | Punti | G       | V       | N       | P       | Gf      | Gs      | G            | V            | N            | P            | Gf           | Gs           | G      | V      | N      | P      | Gf     | Gs     | DR  |
| ---------------------- | ----- | ------- | ------- | ------- | ------- | ------- | ------- | ------------ | ------------ | ------------ | ------------ | ------------ | ------------ | ------ | ------ | ------ | ------ | ------ | ------ | --- |
| Bundesliga             | 88    | 17      | 15      | 1       | 1       | 51      | 8       | 17           | 13           | 3            | 1            | 29           | 9            | 34     | 28     | 4      | 2      | 80     | 17     | +63 |
| Coppa di Germania      | -     | 2       | 2       | 0       | 0       | 3       | 0       | 4            | 3            | 1            | 0            | 9            | 2            | 6      | 5      | 1      | 0      | 12     | 2      | +10 |
| Supercoppa di Germania | -     | -       | -       | -       | -       | -       | -       | -            | -            | -            | -            | -            | -            | 1      | 0      | 1      | 0      | 1      | 1      | 0   |
| Champions League       | -     | 6       | 6       | 0       | 0       | 21      | 4       | 6            | 2            | 2            | 2            | 9            | 7            | 12     | 8      | 2      | 2      | 30     | 11     | +19 |
| Totale                 | -     | 25      | 23      | 1       | 1       | 75      | 12      | 27           | 18           | 6            | 3            | 47           | 18           | 53     | 41     | 8      | 4      | 123    | 31     | +92 |

### Andamento in campionato
| Giornata  | 1 | 2 | 3 | 4 | 5 | 6 | 7 | 8 | 9 | 10 | 11 | 12 | 13 | 14 | 15 | 16 | 17 | 18 | 19 | 20 | 21 | 22 | 23 | 24 | 25 | 26 | 27 | 28 | 29 | 30 | 31 | 32 | 33 | 34 |
| --------- | - | - | - | - | - | - | - | - | - | -- | -- | -- | -- | -- | -- | -- | -- | -- | -- | -- | -- | -- | -- | -- | -- | -- | -- | -- | -- | -- | -- | -- | -- | -- |
| Luogo     | C | T | C | C | T | C | T | C | T | C  | T  | C  | T  | C  | T  | C  | T  | T  | C  | T  | T  | C  | T  | C  | T  | C  | T  | C  | T  | C  | T  | C  | T  | C  |
| Risultato | V | V | V | V | V | V | V | V | V | V  | N  | V  | V  | V  | P  | V  | V  | V  | V  | N  | V  | V  | V  | P  | N  | V  | V  | V  | V  | V  | V  | N  | V  | V  |
| Posizione | 1 | 1 | 1 | 1 | 1 | 1 | 1 | 1 | 1 | 1  | 1  | 1  | 1  | 1  | 1  | 1  | 1  | 1  | 1  | 1  | 1  | 1  | 1  | 1  | 1  | 1  | 1  | 1  | 1  | 1  | 1  | 1  | 1  | 1  |

Fonte:  Bundesliga – Classifiche , su sport.sky.it, sport.sky.it.
Legenda:

Luogo: C = Casa; T = Trasferta. Risultato: V = Vittoria; N = Pareggio; P = Sconfitta.

### Statistiche dei giocatori
In corsivo i giocatori che hanno lasciato la squadra a stagione già iniziata.
| Giocatore      | Bundesliga | Bundesliga | Bundesliga  | Bundesliga | Coppa di Germania | Coppa di Germania | Coppa di Germania | Coppa di Germania | Champions League | Champions League | Champions League | Champions League | Supercoppa di Germania | Supercoppa di Germania | Supercoppa di Germania | Supercoppa di Germania | Totale   | Totale | Totale      | Totale     |
| Giocatore      | Presenze   | Reti       | Ammonizioni | Espulsioni | Presenze          | Reti              | Ammonizioni       | Espulsioni        | Presenze         | Reti             | Ammonizioni      | Espulsioni       | Presenze               | Reti                   | Ammonizioni            | Espulsioni             | Presenze | Reti   | Ammonizioni | Espulsioni |
| -------------- | ---------- | ---------- | ----------- | ---------- | ----------------- | ----------------- | ----------------- | ----------------- | ---------------- | ---------------- | ---------------- | ---------------- | ---------------------- | ---------------------- | ---------------------- | ---------------------- | -------- | ------ | ----------- | ---------- |
| D. Alaba       | 30         | 2          | 2           | 0          | 5                 | 0                 | 0                 | 0                 | 10               | 1                | 0                | 0                | 1                      | 0                      | 0                      | 0                      | 46       | 3      | 2           | 0          |
| T. Alcántara   | 27         | 2          | 2           | 0          | 5                 | 1                 | 0                 | 0                 | 9                | 1                | 1                | 0                | 1                      | 0                      | 0                      | 0                      | 42       | 4      | 3           | 0          |
| X. Alonso      | 26         | 0          | 7           | 1          | 4                 | 1                 | 1                 | 0                 | 8                | 1                | 0                | 0                | 1                      | 0                      | 0                      | 0                      | 39       | 2      | 8           | 1          |
| H. Badstuber   | 7          | 0          | 0           | 0          | 1                 | 0                 | 0                 | 0                 | 1                | 0                | 0                | 1                | 0                      | 0                      | 0                      | 0                      | 9        | 0      | 0           | 1          |
| M. Benatia     | 14         | 1          | 1           | 0          | 1                 | 0                 | 0                 | 0                 | 6                | 0                | 1                | 0                | 1                      | 0                      | 0                      | 0                      | 22       | 1      | 2           | 0          |
| J. Bernat      | 16         | 0          | 2           | 0          | 3                 | 0                 | 1                 | 0                 | 8                | 0                | 2                | 0                | 0                      | 0                      | 0                      | 0                      | 27       | 0      | 5           | 0          |
| J. Boateng     | 19         | 0          | 5           | 1          | 4                 | 0                 | 1                 | 0                 | 7                | 0                | 2                | 0                | 1                      | 0                      | 0                      | 0                      | 31       | 0      | 8           | 1          |
| D. Costa       | 27         | 4          | 0           | 0          | 4                 | 1                 | 0                 | 0                 | 11               | 2                | 2                | 0                | 1                      | 0                      | 1                      | 0                      | 43       | 7      | 3           | 0          |
| K. Coman       | 22         | 4          | 0           | 0          | 4                 | 0                 | 1                 | 0                 | 8                | 2                | 0                | 0                | -                      | -                      | -                      | -                      | 34       | 6      | 1           | 0          |
| Dante          | 1          | 0          | 0           | 0          | 1                 | 0                 | 0                 | 0                 | 0                | 0                | 0                | 0                | 0                      | 0                      | 0                      | 0                      | 2        | 0      | 0           | 0          |
| G. Gaudino     | 0          | 0          | 0           | 0          | 0                 | 0                 | 0                 | 0                 | 0                | 0                | 0                | 0                | 0                      | 0                      | 0                      | 0                      | 0        | 0      | 0           | 0          |
| M. Götze       | 14         | 3          | 1           | 0          | 2                 | 1                 | 0                 | 0                 | 4                | 2                | 0                | 0                | 1                      | 0                      | 0                      | 0                      | 21       | 6      | 1           | 0          |
| J. Green       | 0          | 0          | 0           | 0          | 0                 | 0                 | 0                 | 0                 | 1                | 0                | 0                | 0                | 0                      | 0                      | 0                      | 0                      | 1        | 0      | 0           | 0          |
| P. Højbjerg    | 0          | 0          | 0           | 0          | 1                 | 0                 | 0                 | 0                 | 0                | 0                | 0                | 0                | 0                      | 0                      | 0                      | 0                      | 1        | 0      | 0           | 0          |
| J. Kimmich     | 23         | 0          | 3           | 0          | 4                 | 0                 | 1                 | 0                 | 9                | 0                | 2                | 0                | 0                      | 0                      | 0                      | 0                      | 36       | 0      | 6           | 0          |
| J. Kirchhoff   | 0          | 0          | 0           | 0          | 1                 | 0                 | 0                 | 0                 | 0                | 0                | 0                | 0                | 0                      | 0                      | 0                      | 0                      | 1        | 0      | 0           | 0          |
| S. Kurt        | 0          | 0          | 0           | 0          | 0                 | 0                 | 0                 | 0                 | 0                | 0                | 0                | 0                | 0                      | 0                      | 0                      | 0                      | 0        | 0      | 0           | 0          |
| P. Lahm        | 26         | 1          | 3           | 0          | 6                 | 0                 | 0                 | 0                 | 12               | 0                | 0                | 0                | 1                      | 0                      | 0                      | 0                      | 45       | 1      | 3           | 0          |
| R. Lewandowski | 32         | 30         | 1           | 0          | 6                 | 3                 | 0                 | 0                 | 12               | 9                | 2                | 0                | 1                      | 0                      | 0                      | 0                      | 51       | 42     | 3           | 0          |
| I. Lucic       | 0          | 0          | 0           | 0          | 0                 | 0                 | 0                 | 0                 | 0                | 0                | 0                | 0                | 0                      | 0                      | 0                      | 0                      | 0        | 0      | 0           | 0          |
| J. Martínez    | 16         | 1          | 2           | 0          | 3                 | 0                 | 0                 | 0                 | 8                | 0                | 2                | 0                | 0                      | 0                      | 0                      | 0                      | 27       | 1      | 4           | 0          |
| T. Müller      | 31         | 20         | 3           | 0          | 5                 | 4                 | 1                 | 0                 | 12               | 8                | 1                | 0                | 1                      | 0                      | 0                      | 0                      | 49       | 32     | 5           | 0          |
| M. Neuer       | 34         | -16        | 0           | 0          | 5                 | -1                | 0                 | 0                 | 11               | -11              | 1                | 0                | 1                      | -1                     | 0                      | 0                      | 51       | -29    | 1           | 0          |
| M. Pantović    | 1          | 0          | 0           | 0          | 0                 | 0                 | 0                 | 0                 | 0                | 0                | 0                | 0                | 0                      | 0                      | 0                      | 0                      | 1        | 0      | 0           | 0          |
| Rafinha        | 25         | 0          | 7           | 0          | 4                 | 0                 | 1                 | 0                 | 4                | 0                | 0                | 0                | 1                      | 0                      | 0                      | 0                      | 34       | 0      | 8           | 0          |
| F. Ribéry      | 13         | 2          | 1           | 0          | 2                 | 0                 | 1                 | 0                 | 7                | 0                | 1                | 0                | 0                      | 0                      | 0                      | 0                      | 22       | 2      | 3           | 0          |
| A. Robben      | 15         | 4          | 1           | 0          | 3                 | 0                 | 0                 | 0                 | 3                | 2                | 0                | 0                | 1                      | 1                      | 0                      | 0                      | 22       | 7      | 1           | 0          |
| S. Rode        | 15         | 1          | 1           | 0          | 1                 | 0                 | 0                 | 0                 | 1                | 0                | 0                | 0                | 0                      | 0                      | 0                      | 0                      | 17       | 1      | 1           | 0          |
| T. Starke      | 0          | -0         | 0           | 0          | 0                 | -0                | 0                 | 0                 | 0                | -0               | 0                | 0                | 0                      | -0                     | 0                      | 0                      | 0        | -0     | 0           | 0          |
| S. Taşçı       | 3          | 0          | 1           | 0          | 0                 | 0                 | 0                 | 0                 | 0                | 0                | 0                | 0                | -                      | -                      | -                      | -                      | 3        | 0      | 1           | 0          |
| S. Ulreich     | 1          | -1         | 0           | 0          | 1                 | -1                | 0                 | 0                 | 1                | -0               | 0                | 0                | 0                      | -0                     | 0                      | 0                      | 3        | -2     | 0           | 0          |
| A. Vidal       | 30         | 4          | 3           | 0          | 6                 | 1                 | 2                 | 0                 | 11               | 2                | 3                | 0                | 1                      | 0                      | 1                      | 0                      | 48       | 7      | 9           | 0          |